# Lista de visitantes da Estação Espacial Internacional

Países que já mandaram visitantes à EEI.

Esta é uma lista de visitantes da Estação Espacial Internacional ordenadas alfabeticamente pelos apelidos. Membros de tripulação a negrito. As pessoas sem uma bandeira são norte-americanos.

## A
- Viktor Afanasyev
- Scott Altman
- Anousheh Ansari  (turista)
- Jeffrey Ashby (dois voos à ISS)

## B
- Daniel T. Barry (dois voos à ISS)
- Yuri Baturin
- Michael J. Bloomfield (dois voos à ISS)
- Kenneth D. Bowersox
- Nikolai M. Budarin
- Daniel C. Burbank
- Daniel W. Bursch

## C
- Robert Cabana
- Charles Camarda
- Franklin Chang-Díaz
- Leroy Chiao (dois voos à ISS)
- Eileen Collins
- Kenneth Cockrell (dois voos à ISS)
- Frank L. Culbertson
- Robert Curbeam
- Nancy Currie

## D
- Frank De Winne
- Vladimir Dejurov
- Brian Duffy
- Pedro Duque

## F
- Edward Fincke
- Michael Foale
- Patrick G. Forrester
- Michael E. Fossum
- Stephen N. Frick

## G
- Marc Garneau
- Michael L. Gernhardt
- Yuri Gidzenko  (dois voos à ISS)
- Linda M. Godwin
- Dominic Gorie
- Umberto Guidoni

## H
- Chris Hadfield
- James Halsell Jr.
- Claudie Haigneré
- Susan J. Helms (dois voos à ISS)
- John Herrington
- Charles O. Hobaugh
- Scott J. Horowitz (dois voos à ISS)
- Rick D. Husband

## I
- Marsha Ivins

## J
- Tamara E. Jernigan
- Brent Jett
- Thomas Jones

## K
- Alexander Kaleri
- Janet L. Kavandi
- James Kelly (dois voos à ISS)
- Mark E. Kelly (dois voos à ISS)
- Valery G. Korzun
- Konstantin Kozeyev
- Sergei Krikalev  (três voos à ISS)
- André Kuipers

## L
- Wendy Lawrence
- Steven W. Lindsey (dois voos à ISS)
- Paul Lockhart (dois voos à ISS)
- Yuri Lonchakov  (dois voos à ISS)
- Miguel López-Alegría (dois voos à ISS)
- Edward Tsang Lu (dois voos à ISS)

## M
- Sandra Magnus
- Yuri Malenchenko  (dois voos à ISS)
- Richard Mastracchio
- William S. McArthur (dois voos à ISS)
- Pamela A. Melroy (dois voos à ISS)
- Lee M.E. Morin
- Boris Morukov
- Talgat Musabayev

## N
- James Newman
- Soichi Noguchi
- Carlos Noriega
- Lisa Nowak

## O
- Ellen Ochoa (dois voos à ISS)
- Yuri I. Onufrienko
- Gregory Olsen (turista)

## P
- Gennady Padalka
- Scott Parazynski
- Julie Payette
- Philippe Perrin
- Donald R. Pettit
- John L. Phillips (dois voos à ISS)
- Mark Polansky
- Marcos Pontes

## R
- James F. Reilly
- Thomas Reiter
- Paul W. Richards
- Stephen Robinson
- Kent V. Rominger (dois voos à ISS)
- Jerry L. Ross (dois voos à ISS)

## S
- Piers Sellers (dois voos à ISS)
- Yuri Shargin
- Salijan Sharipov
- William Shepherd
- Mark Shuttleworth  (turista)
- Steve Smith
- Frederick W. Sturckow (dois voos à ISS)

## T
- Daniel Tani
- Joseph Tanner
- Andrew Thomas (dois voos à ISS)
- Dennis Tito (turista)
- Valery Tokarev  (dois voos à ISS)
- Sergei Y. Treschev
- Mikhail Tyurin

## U
- Yury V. Usachev  (dois voos à ISS)

## V
- Pavel Vinogradov
- Roberto Vittori  (dois voos à ISS)
- James S. Voss (dois voos à ISS)

## W
- Koichi Wakata
- Rex Walheim
- Carl E. Walz
- Mary E. Weber
- James Wetherbee (dois voos à ISS)
- Peggy A. Whitson
- Terrence W. Wilcutt
- Jeffrey N. Williams (dois voos à ISS)
- Stephanie Wilson
- Peter J.K. Wisoff
- David Wolf

## Y
- Fyodor Yurchikhin

## Z
- Sergei Zalyotin

## Total
Até 12 de Julho de 2006, 120 pessoas visitaram a ISS. Além disso, 31 astronautas estiveram na ISS duas vezes e apenas Sergei Krikalev esteve na ISS três vezes.
- 81 americanos (15 mulheres, 16 membros do grupo da ISS, 25 em voos duplos);
- 23 russos (15 membros do grupo da ISS, cinco em voos duplos e um triplo);
- Um alemão (um membro do grupo da ISS);
- Dois franceses (uma mulher);
- Dois italianos (um em voo duplo);
- Um belga;
- Um neerlandês;
- Um espanhol;
- Dois japoneses;
- Três canadenses (uma mulher);
- Um brasileiro;
- Um cazaque;
- Um sul-africano.